# Heino Eller
Heino Yanovich Eller (født 7. marts 1887 i Tartu, død 16. juni 1970 i Tallinn) var en estisk komponist og musikpædagog.
I årene 1907/08 studerede han violin ved konservatoriet i Sankt Petersburg, senere fra 1913 til 1915 og 1919/20 komposition og musikteori. Fra 1908 til 1911 studerede han jura. Under 1. verdenskrig deltog han som soldat i den russiske hær.
Fra 1920 til 1940 underviste Eller i komposition og musikteori ved den højere musikskole i Tartu (Tartu Kõrgem Muusikakool). Af senere kendte studerende var blandt andet Eduard Tubin. Fra 1940 til sin død var Eller docent ved konservatoriet i Tallinn (Tallinna Riiklik Konservatoorium), det nuværende Estiske Musikakademi. Blandt hans elever der var Arvo Pärt. Han skrev i alt 3 symfonier og 6 symfoniske digtninge.

## Komponistvirksomhed
Heino Eller har ved siden af sin undervisningsvirksomhed skrevet omkring 300 musikalske værker, herunder en række symfonier.

### Symfonier
- Symfoni nr. 1 "Sinfonia in Modo Mixolydio" (1936) - for orkester
- Symfoni nr. 2 (Ufuldendt) (1959) - for orkester
- Symfoni nr. 3 (1961) - for orkester
- "Videvik" (sümfooniline pilt) (dansk: "Skumring", symfonisk billede) (1917) - for orkester
- "Koit" (sümfooniline poeem) (dansk: "Gry", symfonisk poem) (1920) - for orkester
- "5 pala keelpilliorkestrile" (dansk: "5 stykker for strygerorkester") (1953) - for orkester